# Sulcavis
Sulcavis („Furchenvogel“) ist eine ausgestorbene Gattung der Enantiornithes aus der Unterkreide von China. Die einzige Art der Gattung, Sulcavis geeorum, war ein mittelgroßer Vertreter der bezahnten Enantiornithes und fraß wohl hartschalige Nahrung. Sulcavis ist von einem weitgehend erhaltenen Skelett aus der Yixian-Formation bekannt, die in etwa 120 bis 130 Jahre alt ist. Die Gattung wurde 2013 von einer Gruppe Paläontologen um Jingmai K. O’Connor erstbeschrieben und ist ein eher abgeleiteter Enantiornithe.

## Merkmale
Sulcavis geeorum war, verglichen mit anderen Enantiorniten, mittelgroß: Mit etwa 25 mm Länge lag sein Tarsometatarsus leicht unter dem heutiger Felsentauben (Columba livia). Der in seitlicher Ablagerung erhaltene Schädel misst von der Schnabelspitze bis zum Hinterkopf rund 43 mm. Wie bei den meisten Enantornithen war der Schnabel mit Zähnen besetzt, die bei Sulcavis nach hinten gekrümmt waren und auf der Rückseite feine Längsrillen aufwiesen. Unter den bekannten Enantiornithen ist dies ein Alleinstellungsmerkmal der Gattung. An den Flügeln besaß Sulcavis eine einzelne Kralle.

## Fundort, Fossilmaterial und Stratigraphie
Der Holotyp und einzige Fund von Sulcavis (Inventarnummer BMNH Ph-000805) ist ein weitgehend erhaltenes und artikuliertes Skelett, das in der nordostchinesischen Yixian-Formation gefunden wurde. Die Datierung dieser Formation ist bislang nicht gesichert. Ihr Alter wird auf den Zeitraum vom Barremium bis zum unteren Aptium eingegrenzt und damit auf 121,6 bis 128,2 mya geschätzt. Die gerillten Zähne von Sulcavis geeorum stellen womöglich eine Spezialisierung auf hartschalige Nahrung, etwa Insekten oder Krustentiere, dar.

## Ökologie
Die Yixian-Formation birgt Überreste eines äußerst artenreichen Bioms, das offenbar aus vielen verschiedenen kleineren Ökosystemen bestand. Die Paläoflora der Formation besteht aus Koniferen, Farmen, Moosen und möglichen frühen Bedecktsamern. Neben einer Vielzahl von Enantiornithen wurden dort auch Pterosaurier, Vogelbeckensaurier, Crocodylomorpha und Flusskrebse gefunden. Zu Lebzeiten von Sulcavis befand sich die Formation in etwa auf der gleichen geografischen Breite wie heute.

## Systematik
Sulcavis wurde 2013 von Jingmai O’Connor, Yuguang Zhang, Luis Chiappe, Qingjin Meng, Li Quanguo und Liu Di als neue Gattung mit einziger Art Sulcavis geeorum erstbeschrieben. Der Gattungsname setzt sich aus dem lateinischen sulcus für „Furche“ und avis für Vogel zusammen. Das Artepitheton widmeten die Autoren der Familie Gee aus den Vereinigten Staaten, die die Grabungen in der Yixian-Formation mitfinanziert hatten.
Die Analyse der osteologischen Feinmerkmale von Sulcavis durch O’Connor und Kollegen mittels 245 Variablen ergab, dass die Gattung eine relativ abgeleitete Position unter den bekannten Enantiornithes einnimmt. Sie ist Teil einer großen Radiation, die die Mehrheit der bekannten Taxa umfasst. Allerdings sind die Verwandtschaftsverhältnisse in dieser Klade nicht vollständig in Dichotomien aufgelöst, was auch für Sulcavis gilt.